# Le Gave d'Oloron (cours d'eau) et marais de Labastide-Villefranche
Le Gave d'Oloron (cours d'eau) et marais de Labastide-Villefranche este o arie protejată (sit de importanță comunitară — SCI) din Franța întinsă pe o suprafață de 2.547 ha, integral pe uscat.

## Localizare
Centrul sitului Le Gave d'Oloron (cours d'eau) et marais de Labastide-Villefranche este situat la coordonatele 43°26′02″N 0°59′28″W / 43.43379°N 0.99109°V.

## Înființare
Situl Le Gave d'Oloron (cours d'eau) et marais de Labastide-Villefranche a fost declarat arie specială de conservare în baza directivei 92/43 din 1992 referitoare la conservarea habitatelor naturale și a faunei și florei sălbatice pentru a proteja 4 specii de animale.

## Biodiversitate
Situată în ecoregiunile alpină și atlantică, aria protejată conține 5 habitate naturale: Pajiști umede atlantice temperate cu Erica ciliaris și Erica tetralix, Liziere de ierburi înalte hidrofile de câmpie și de nivel montan până la alpin, Mlaștini alcaline, Păduri aluvionare cu Alnus glutinosa și Fraxinus excelsior (Alno-Padion, Alnion incanae, Salicion albae), Lacuri și iazuri distrofice naturale.
La baza desemnării sitului se află mai multe specii protejate:
- mamifere (2): Galemys pyrenaicus, vidră de râu (Lutra lutra)
- nevertebrate (1): Austropotamobius pallipes
- pești (1): somonul (Salmo salar)

Pe lângă speciile protejate, pe teritoriul sitului au mai fost identificate 1 specie de păsări.